# Olimarao
Olimarao – niezamieszkany atol w Mikronezji, w stanie Yap. Należy do archipelagu Karolin na Oceanie Spokojnym. Administracyjnie należy do Elato.

## Geografia
Olimarao leży w północnej części stanu Yap, 36 km na północny zachód od Elato i 860 km na południowy wschód od archipelagu Yap. Długość atolu wynosi 5 km, a szerokość 3 km. Atol składa się z 2 wysp: Olimarao i Falipi. Łączna powierzchnia atolu wynosi 11 km², a wysp ok. 0,2 km². Największa głębokość laguny wynosi 31 m.

## Przyroda
Atol objęty jest planem ochrony przyrody. Występują tu żółwie morskie, kraby palmowe i liczne ptaki morskie.